# عشق‌بازی‌های چلینی
عشق‌بازی‌های چلینی (انگلیسی: The Affairs of Cellini) فیلمی به کارگردانی گرگوری لا کاوا است که در سال ۱۹۳۴ منتشر شد.

## بازیگران
- فرانک مورگان
- کنستانس بنت
- فردریک مارچ
- فی ری
- لوئیس کالهرن
- لوسیل بال
- وارد باند
- جسی رالف
- لایونل بلمور
- جی ایتن
- تئودور لورچ